# Ruzzola

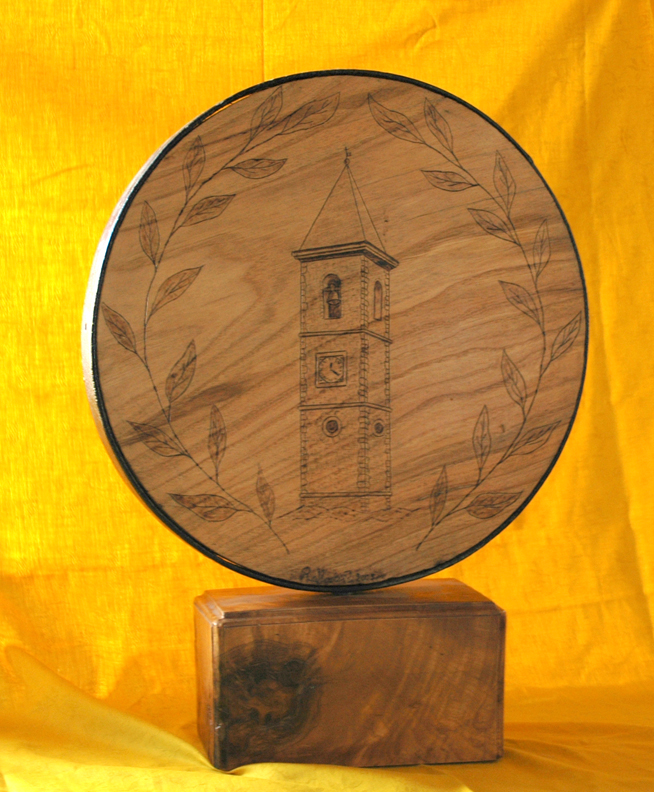
Trophée actuel à Semproniano

La ruzzola ou ruzzolone est un jeu de boules italien pratiqué en Émilie-Romagne, Toscane, Abruzzes, Marches, Ombrie, Latium et Calabre.

## Histoire

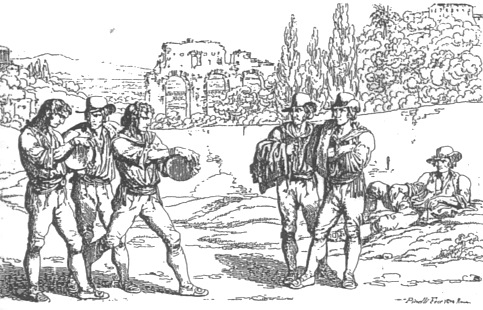
Joueurs de ruzzola, eau-forte, Bartolomeo Pinelli, 1809

Le jeu, qui consiste à jouer avec des meules de fromages secs, est clairement d'origine étrusque puisqu'il figure représenté sur une fresque de la tomba dell'Olimpiade de Tarquinia, lancé par un concurrent discobolo (lanceur de disque), dans le contexte culturel des jeux rituels agro-pastoraux antiques.
Longtemps les bergers et les paysans y ont joué en faisant rouler une meule de fromage le long des chemins pentus ou des drailles pendant la transhumance, comme rite de possession du sol parcouru ou de protection contre les mauvais esprits.
Il fut interdit en 1761 que ce soit en bois ou avec un fromage, seulement accepté pendant la période du Carnaval.
Bartolomeo Pinelli représente, en  1809, le jeu  dans une de ses gravures intitulée  Giocatori di ruzzola et le poète Giuseppe Gioachino Belli en parle dans Er gioco de la ruzzica.
Même Galilée prête, dans ses Dialogue sur les deux grands systèmes du monde,  les propos suivants à son personnage Filippo Salviati : « Sì, e molto ingegnosi, ed in particolare quello onde avvenga che le ruzzole tonde vanno meglio che le quadre ».
Jean-Baptiste Labat décrit ainsi ce jeu observé lors d’un séjour à Tivoli (à l’est de Rome) en 1709 :

« Depuis que le froid se faisoit sentir, les enfans et toute la jeunesse de la Ville joüoit à un jeu qu'on appelle le Caseo, parce que l'instrument dont on se sert ressemble entierement aux fromages que l'on fait dans le Païs. C'est un rond de bois de six à sept pouces de diametre, & de trois pouces d'épaisseur, plat des deux côtés. On l'environne de trois ou quatre tours d'une liziere de drap, ou d'un galon de fil, dont un des bouts est attaché au poignet du joüeur, qui le jette en avant de toute sa force, dans le même tems qu'il laisse dérouler le galon ; en criant à voi à voi, c'est-à-dire, prenés-garde à vous. Le fromage roule selon qu'il a été poussé, & qu'il rencontre plus ou moins de pierres pour rallentir sa course, ou pour le dérouter. Celui dont le fromage arrive au but en moins de coups, gagne ce qui est au jeu. C'est une espece de mail sans masses. On ne le joüe pas dans les ruës de la Ville, cela serait trop dangereux, mais dans le grand chemin, qui est derrière les murailles, entre les Capucins & la Rocca. Il n'est point du tout sûr de se trouver dans cette route quand on y joüe ; car quoiqu'on soit averti par les cris des joüeurs de prendre garde à soi, il arrive pourtant que le fromage rencontre quelque pierre, qui le rejette à côté, & il n'en faut pas davantage pour casser la tête ou les jambes qu'il attrape. »

Si le jeu se perpétue en Italie aujourd'hui avec un disque de bois de 13 cm (une « roulette ») , la tradition de jouer avec une meule de fromage continue  à Pienza, lieu de production officiel du Pecorino di Pienza stagionato (« bien affiné »).

## Règles actuelles

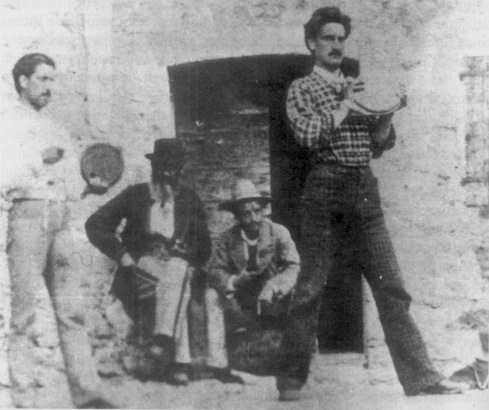
Carlo Fontana et Enrico Mascagni, fin du XIXe siècle

Il existe une règle officielle de base  pour chacune des  régions où elle s'exerce.
La ruzzola est constituée d'un disque en bois dur d'un diamètre variable en fonction du règlement utilisé. En général son diamètre est de 13 cm et son épaisseur 4,5 cm (ruzzola) mais beaucoup plus grand pour le ruzzolone. Parfois une meule de fromage sec (stagionato de Pienza) est utilisée à la place du disque, rappelant les origines antiques du jeu.
Le jeu consiste à enrouler un fil (spago) autour de la ruzzola et à la lancer en tenant l'extrémité du fil afin de lui donner la plus forte rotation possible afin de la lancer à la plus grande vitesse possible. 
La finalité du jeu est de partir d'un point de départ et de faire parvenir la ruzzola en un nombre déterminé de lancer le plus loin possible ou encore d'atteindre l'arrivée avec un minimum de lancer.
Le jeu peut se concourir en simple, doublette ou en équipe.
Souvent le jeu se déroule en équipe. Les participants composent alors des équipes d'un même nombre de joueurs et lancent alternativement la ruzzola le plus loin possible sans la faire sortir du parcours tracé, l'équipier suivant lançant de nouveau à partir du point précis d'arrivée du tir précédent.
On assiste de fait à une sorte de relais dans lequel la ruzzola sert de témoin.
Le tournoi se déroule sur des terrains bien définis, appelés treppi, modelés de façon à rendre le jeu vivant et varié avec des montées, virages, obstacles, etc. (simulant les drailles de la transhumance).
Une autre variante est le déroulement de jeu sur des routes (goudronnées ou non). Dans ce cas on peut parcourir une distance de plusieurs kilomètres soit en individuel ou en équipe (avec le système de relais).
La priorité du tir est attribuée au joueur en retard et il est obligatoire de suivre le trajet déterminé. Les lancer coupant les virages ou sortant des limites sont considérés comme nuls.
Le joueur, doublette ou l'équipe qui termine le parcours avec le plus petit nombre de lancer remporte le jeu et est déclaré gagnant celui qui atteindra le premier 5 jeux gagnants. 
Le prix est constitué par un trophée, du nombre de pièces de fromage théoriquement ou réellement utilisé pour le jeu ou encore par des lots offerts par les organisateurs et sponsors.